# Лансье
Лансье (англ. Les Lanciers или англ. The Lancers: фр. lancier, буквально — улан) — парный танец, вариант кадрили, исполняемый четырьмя парами (расположенными крест-накрест в каре), особенно популярный в XVIII и XIX веках; пик его популярности пришелся на 1860-е годы.
Лансье — составной танец, состоящий из пяти туров (Ла Дорсет, Ла Виктория, Ле Мулене, Ле Визитес и Ле Лансье), каждый из которых исполняется четыре раза, так что каждая пара танцует главную партию. Танец существует в нескольких вариантах в зависимости от страны, региона или исполнителей; так только в русской народной танцевальной практике созданы несколько его вариантов. Лансье отличается от кадрили особенно третьей фигурой в двухколенном складе (6/8), во втором колене которой на шестом такте применяются сперва ritardando, а затем fermata. Пятая фигура имеет вступление в четыре такта.
Хотя лансье был широко распространён по всей Европе, к началу XX века он стал менее модными и сохранился до наших дней как популярный танец лишь в Дании, будучи завезён туда из Англии во второй половине XIX века. Свою нынешнюю форму датский танец принял перед Первой мировой войной. От буржуазии Копенгагена он распространился через танцевальные школы в провинциальных городах и в поместьях. Его танцуют при датском королевском дворе, на университетских и школьных торжествах, а также на частных мероприятиях. Лансье также преподается в большинстве средних школ Дании, где его нередко исполняют на школьных гала-концертах.